# Anopheles collessi
Anopheles collessi este o specie de țânțari din genul Anopheles, descrisă de Reid în anul 1963. Conform Catalogue of Life specia Anopheles collessi nu are subspecii cunoscute.